# Орден Благожелательных облаков
Орден Благожелательных облаков (кит. 卿雲勳章) — государственная награда Китайской Республики (Тайваня).

## История
Благожелательные облака (кит. трад. 卿雲, упр. 卿云, пиньинь qīngyún, палл. цинъюнь) — традиционный китайский образ доброго предзнаменования. Гимном Китайской Республики в начале XX века был  Гимн Благожелательных облаков (en:Song to the Auspicious Cloud).
Орден Благожелательных облаков был учреждён 12 февраля 1941 года для поощрения граждан за заслуги в национальном развитии и гражданского общества. Орден может быть вручен иностранным гражданам за выдающиеся гражданские заслуги.

## Описание

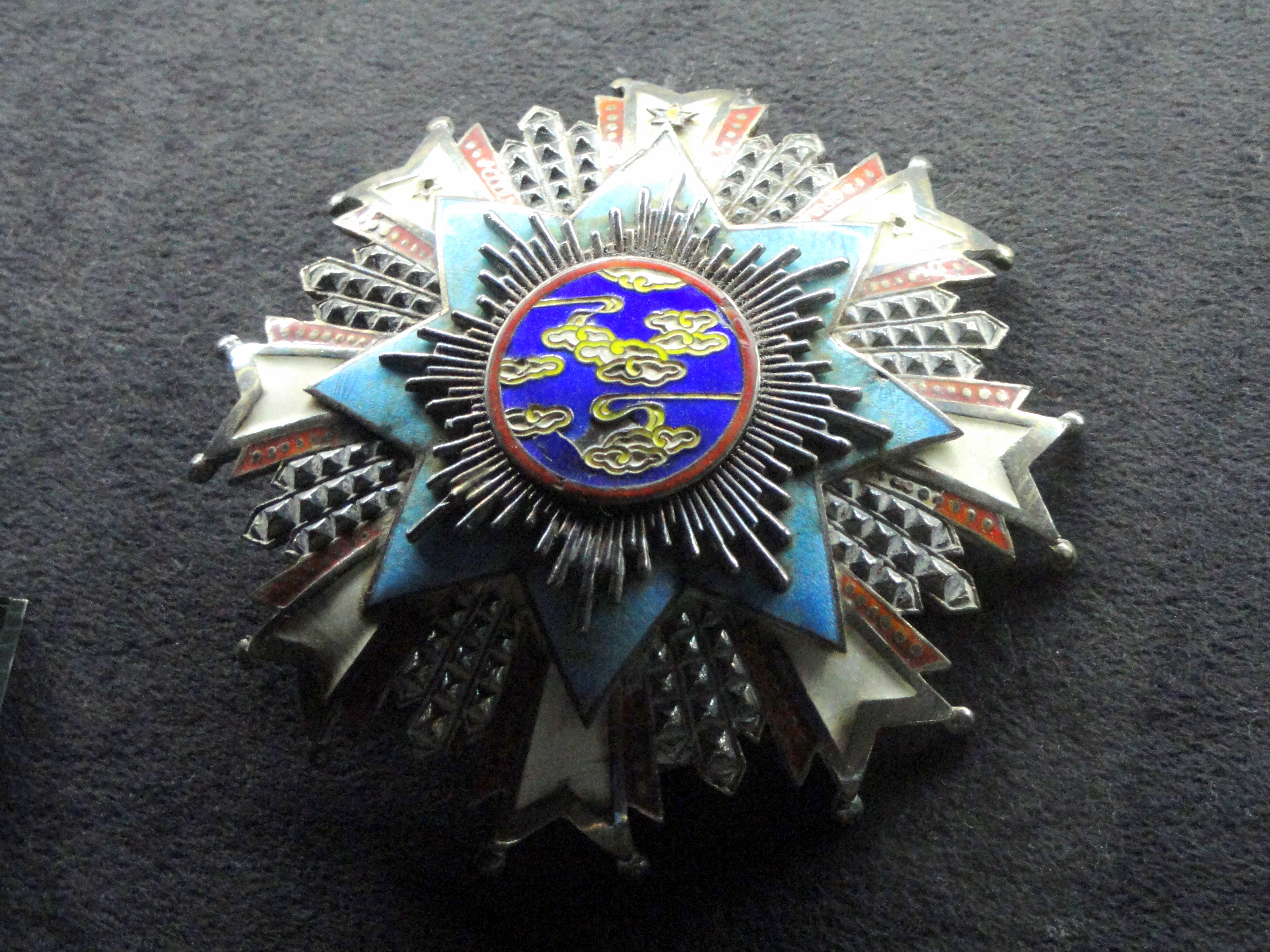
Звезда ордена

Знак ордена многоуровневый. Нижний уровень представляет собой восьмиконечную звезду с раздвоенными лучами «ласточкин хвост» с шариками на концах, покрытых эмалью белого цвета, обремененных с обеих сторон лучиками красной эмали (синей и зелёной эмали в зависимости от класса) и имеющими между лучами штралы бриллиантовой огранки из трёх разновеликих лучиков. На один, два или три верхних раздвоенных лучика в зависимости от класса нанесена пятиконечная звезда красной эмали. Второй уровень представляет собой восьмиконечную звезду с заострёнными лучами покрытую эмалью голубого цвета. Третий уровень — восьмиконечная звезда, формируемая множеством двугранных разновеликих лучиков, на которую наложен круглый медальон синей эмали с тонкой каймой красной эмали. В медальоне изображены облака.
Знак при помощи кольца крепится к орденской ленте.
Звезда ордена аналогична знаку, но большего размера и слегка выгнутая.

## Степени
Орден имеет девять классов.
| Орденские планки                  | Орденские планки          | Орденские планки             |
| --------------------------------- | ------------------------- | ---------------------------- |
|                                   |                           |                              |
| Большая лента специального класса | Большая лента             | Зелёная Большая лента        |
|                                   |                           |                              |
| Лента отличия специального класса | Лента отличия             | Специальный класс с розеткой |
|                                   |                           |                              |
| Класс с розеткой                  | Лента специального класса | Лента                        |